# David Shore
Pour les articles homonymes, voir Shore.
David Shore, né le 3 juillet 1959 à London au Canada, est un scénariste, producteur et réalisateur canadien. Il est surtout célèbre pour être le créateur de la série Dr House ainsi que la série Good Doctor.

## Biographie et carrière
David Shore est le seul membre de sa famille qui travaille à la télévision. En effet, ses frères jumeaux, Philip et Robert, sont tous deux rabbins. David étudie à l'Université de Toronto et commence à travailler au Canada en tant qu'avocat municipal et d'entreprise. Puis il déménage à Los Angeles, où il commence sa carrière à la télévision.
Il débute comme scénariste de la série télévisée canadienne, Un tandem de choc (Due South) avant de devenir l'un des producteurs de New York, police judiciaire (Law & Order). Il obtient de nombreuses nominations aux Emmy Awards pour son travail sur cette série, ainsi qu'un prix en 1997.
Il travaille ensuite pour des séries comme Associées pour la loi (Family Law), Le Justicier de l'ombre (Hack) et Century City mais n'a pas autant de succès.
En 2004, il produit Dr House (House M.D.). Alors que NBC a refusé d'en assurer la diffusion, FOX l'accepte et la série devient l'un des succès de la saison 2004-2005. David est le scénariste de 5 épisodes de cette première saison, dont l'épisode pilote. Il gagne, en 2005, un nouvel Emmy Award, celui du « Meilleur scénario pour un feuilleton ou une série dramatique » pour l'épisode intitulé Cours magistral (Three Stories). Il produit d'autres pilotes de séries TV dont il est le créateur Alibi (2007), The Rockford Files (2010), et Doubt (2012) qui ne seront jamais diffusés. Il co-crée la série policière Battle Creek avec l'auteur de Breaking Bad Vince Gilligan qui sera diffusée à partir du 1er mars 2015. Basée sur un ancien script de Gilligan, cette série raconte la confrontation ambiguë entre un flic dur à cuire et un agent du FBI naïf dans le département de police le plus pauvre des États-Unis à Battle Creek, Michigan. Avec en tête d'affiche Dean Winters et Josh Duhamel, la série compte aussi dans sa distribution des anciens de la série Dr House tels que Kal Penn qui a un rôle récurrent ou encore Peter Jacobson et Candice Burgen dans des guests.
Actuellement, il vit à Encino, un quartier de Los Angeles, avec sa femme Judy et leurs trois enfants.

## Filmographie

### En tant que scénariste

#### Télévision
- 1995 : Les Frères Hardy (The Hardy Boys)
- 1996 : Haute finance (Traders)
- 1994-1996 : Un tandem de choc (Due South)
- 1997 : Au-delà du réel : L'aventure continue (The Outer Limits)
- 1997 : The Practice
- 1997-1999 : New York, police judiciaire (Law & Order)
- 1999-2000 : Associées pour la loi (Family Law)
- 2004 : Century City
- 2004-2012 : Dr House (House)
- 2007 : Alibi
- 2015 : Sneaky Pete
- 2017-2018 : Good Doctor (The Good Doctor)

### En tant que producteur

#### Télévision
- 1996 : Haute finance (Traders)
- 1997 : New York, police judiciaire (Law & Order)
- 1999 : TV business (Beggars and Choosers)
- 1999 : Associées pour la loi (Family Law)
- 2002 : Le Justicier de l'ombre (Hack)
- 2004 : Century City
- 2004-2012 : Dr House (House)
- 2007 : Alibi
- 2015 : Sneaky Pete
- 2017-2018 : Good Doctor (The Good Doctor)

### En tant que réalisateur

#### Télévision
- 2004-2012 : Dr House (House)
- 2017 : Good Doctor (The Good Doctor)

## Récompenses et nominations

### Récompenses
- 1996 : Gemini Awards (« Meilleur scénario pour une série dramatique ») avec Un tandem de choc (Due South)
- 1997 : Emmy Awards (« Meilleure série dramatique ») avec New York, police judiciaire (Law & Order)
- 2005 : Emmy awards (« Meilleur scénario pour un feuilleton ou une série dramatique ») avec Dr House (House)
- 2006 : Humanitas Prize (« Feuilleton ou série de 60 minutes ») avec Dr House (House)
- 2018 : Humanitas Prize (« Feuilleton ou série de 60 minutes ») avec Good Doctor.

### Nominations
- 1997 : Gemini Awards (« Meilleure série dramatique ») avec Un tandem de choc (Due South)
- 1997 : Gemini Awards (« Meilleur scénario pour une série dramatique ») avec Un tandem de choc (Due South)
- 1998 : Emmy Awards (« Meilleure série dramatique ») avec New York, police judiciaire (Law & Order)
- 1999 : Emmy Awards (« Meilleure série dramatique ») avec New York, police judiciaire (Law & Order)
- 2006 : Emmy Awards (« Meilleure série dramatique ») avec Dr House (House)
- 2007 : PGA Awards (« Producteur de télévision de l'année pour une série dramatique ») avec Dr House (House)